# Августа Вильгельмина Гессен-Дармштадтская
Августа Вильгельмина Мария Гессен-Дармштадтская (нем. Auguste Wilhelmine Marie von Hessen-Darmstadt; 14 апреля 1765, Дармштадт — 30 марта 1796, Рорбах) — принцесса Гессен-Дармштадтская, в замужестве герцогиня Пфальц-Цвейбрюккенская.

## Биография
Августа Вильгельмина — дочь принца Георга Вильгельма Гессен-Дармштадтского и его супруги Марии Луизы Альбертины Лейнинген-Дагсбург-Фалькенбургской, дочери графа Кристиана Карла Рейнхарда Лейнинген-Дагсбургского. Принцесса получила основательное образование, которым преимущественно занималась её мать, заботившаяся о том, чтобы привить дочери буржуазные добродетели.
30 сентября 1785 года в Дармштадте Августа Вильгельмина вышла замуж за пфальцграфа Максимилиана Иосифа Цвейбрюккенского. Супруги проживали преимущественно в Страсбурге. От Французской революции чета была вынуждена бежать сначала в Дармштадт, а затем в Мангейм, где они находились в очень стеснённых условиях. Курфюрст Баварии поначалу отказал приютить семью Максимилиана в Баварии. После смерти своего брата в 1795 году супруг Августы получил титул герцога Пфальц-Цвейбрюккена, но его владения были оккупированы французами. Когда волнения начались в Мангейме, Августа вместе с семьёй бежала в Ансбах. Герцогиня Августа умерла от туберкулёза, ослабленная бегством и пятью родами.

## Потомки
- Людвиг I (1786—1868), король Баварии, женат на Терезе Саксен-Гильдбурггаузенской (1792—1854)
- Августа (1788—1851), замужем за Евгением Богарне, вице-королём Италии, герцогом Лейхтенбергским и князем Эйхштетским (1781—1824)
- Амалия (1790—1794)
- Шарлотта (1792—1873), замужем за кронпринцем Вильгельмом Вюртембергским (1781—1864), затем за императором Австрии и королём Венгрии Францем II (1768—1835)
- Карл (1795—1875), женат на Марии Анне Софии де Петен (1796—1838), «баронессе фон Байрсторф», затем на Генриетте Шёллер (1815—1866), «баронессе фон Франкенбург»